# Ukraina.ru
《Ukraina.ru》（俄语：Украина.ру），或譯作《俄烏網》，是俄羅斯線上報紙，於2014年6月18日開始運營。其隸屬於俄羅斯官媒《今日俄羅斯》，被視為俄羅斯官方喉舌，宣傳俄羅斯對烏克蘭問題的官方立場。

## 歷史
2014年5月14日，《今日俄羅斯》宣佈即將推出線上信息和分析媒體《Ukraina.ru》，該媒體於2014年6月18日發佈。該媒體由親俄烏克蘭記者阿蓮娜·別列佐夫斯卡婭領導。
據《俄新社》報導，截至2014年10月，該網站日均瀏覽量為20萬，觀看人數為4萬人，社交網絡上有24,000名訂閱者。
2016年5月，曾有多家烏克蘭媒體工作經驗的俄羅斯記者伊斯坎德爾·希薩莫夫成為該網站的主編。

## 成員
在《Ukraine.ru》推出時，其擁有10名員工。瑪麗娜·艾哈邁多娃、安德烈·巴比茨基、尤里·科特和亞歷山大·查倫科等俄烏兩國知名親俄記者在不同時期曾與該線上報紙合作。
維克多·亞努科維奇擔任烏克蘭總統期間的政府官員，如烏克蘭司法部長埃琳娜·盧卡什、烏克蘭稅務部長亞歷山大·克里緬科、烏克蘭總理尼古拉·阿扎羅夫，親俄政黨反對派集團、地區黨和新社會主義的代表都在該線上報紙以專欄方式發表評論。

## 立場
《Ukraina.ru》報導俄羅斯對烏克蘭問題的官方立場。轉載俄羅斯媒體對烏克蘭的負面描述。該線上報紙在其Telegram頻道中發佈羞辱烏克蘭人的描述，包括曾經歷暴力行為的女性受害者。其曾呼籲要在街上絞死馬里烏波爾圍城戰中抵抗俄羅斯入侵的烏克蘭武裝部隊，稱要在他們的屍身「胸前貼上標語，上面寫著『我是班德拉份子』——就像法西斯分子對蘇聯游擊隊所做的一樣」。
《Ukraina.ru》的政策定位為「關於烏克蘭局勢的另一種觀點，與烏克蘭和西方媒體所主導的觀點截然不同」，該線上報紙的領導層指責烏克蘭和西方媒體「片面和不客觀」。該線上報紙還承諾舉行關於烏克蘭的討論和意見交流，以應對烏克蘭發生的廣場革命。其特別關注頓巴斯戰爭。《Ukraina.ru》還聲稱其目標是「加強我們（烏俄）的友誼，我們的民族，恢復我們的歷史，並真正恢復我們的聯合」。

## 評價
許多媒體以及事實查核網站多次指責 《Ukraina.ru》傳播假新聞並使用的題材中存在仇恨言論。此外，《自由電台》指出，儘管《Ukraina.ru》將自己定位為烏克蘭媒體，並在其名稱中包含「烏克蘭」一詞，但它是由俄羅斯官方機構《今日俄羅斯》創建和擁有的，其活動主要是旨在抹黑烏克蘭。《內幕人士》對《Ukraina.ru》也給出了同樣的評價。

## 制裁
2015年9月16日，烏克蘭總統彼得·波羅申科簽署了一項法令，根據國家安全與國防事務委員會的決定，頒布凍結包括時任《Ukraina.ru》的負責人，編輯阿蓮娜·別列佐夫斯卡婭的所有資產。
2021年3月23日，烏克蘭總統弗拉基米爾·澤連斯基實施國家安全與國防事務委員會的決定，要求烏克蘭的互聯網服務供應商封鎖《Ukraina.ru》和一些其他採用類似編輯政策的網站訪問權。
2023年2月3日，《Ukraina.ru》作為《今日俄羅斯》媒體集團的一部分被加拿大列入制裁名單。

## 事件
2015年1月29日，《Ukraina.ru》發表了米哈伊爾·帕西奇尼克的專欄文章，暗示烏克蘭總統彼得·波羅申科與撒旦有聯繫，作者聲稱有證據表明，烏克蘭總統「向來自喀爾巴阡山的巫師求助」。正是由於黑暗勢力，波羅申科才能讓「獨立廣場」的人站在他這一邊，但作者沒有提供這種證據的鏈接。該文章在其他媒體對其關注後被刪除。
2019年3月21日，烏克蘭安全局逮捕了摩爾多瓦和俄羅斯的公民瑪格麗塔·邦達爾。其住在基輔，是「國家少數民族權利監察組」的協調員，並在《虛無主義者》和《共享》等出版物上發表文章。然而，在2018年期間，她也在《Ukraina.ru》上以「里瑪·沃伊斯托克」的筆名發表文章，她的最後一篇文章是〈你不害怕嗎？21世紀的納粹分子在基輔街頭遊行〉。根據烏克蘭文化部的結論，她的出版物的內容「有助煽動民族和種族間的分裂，破壞社會政治局勢」。邦達爾解釋說，她與《Ukraina.ru》的合作是源於財政問題。2019年3月27日，瑪格麗塔·邦達爾被驅逐出烏克蘭，並被禁止入境3年。
2020年9月23日，哈薩克博主埃爾梅克·泰奇別科夫在阿拉木圖因涉嫌違反《哈薩克刑法》第174條（煽動民族仇恨）而被捕。他被捕的原因是他在2020年5月28日接受《Ukraina.ru》的採訪時，對哈薩克人和哈薩克表示輕蔑，批評哈薩克國語政策，並將國內的種族衝突歸咎於哈薩克政府。2021年8月19日，阿拉木圖奧埃佐夫斯基區法院判處泰奇別科夫在最高安全級別的監獄監禁7年。這是他第2次因該罪名而被判刑。
2023年9月3日，來自中華人民共和國的博主應《Ukraina.ru》之邀在俄羅斯入侵烏克蘭期間，到訪俄佔頓涅茨克及俄佔克里米亞。當中的歌手王芳在馬里烏波爾圍城戰期間被夷為廢墟的頓內次克州學院戲劇院陽台上演唱蘇聯歌曲《喀秋莎》，並在隨後接受俄羅斯媒體訪問時以「納粹」稱呼烏軍、聲稱是烏軍炸毀劇院。錄像在社群媒體上廣泛傳播，引起烏克蘭舉國震怒。